# Opluridae
Opluridae é uma família de répteis escamados pertencentes à subordem Sauria.

## Géneros
- Chalarodon
- Oplurus